# گل شوره‌زار (سرده)
گل شوره‌زار (نام علمی: Helanthium) نام یک سرده از تیره قاشق‌واشیان است.